# Schloss Münchenbuchsee

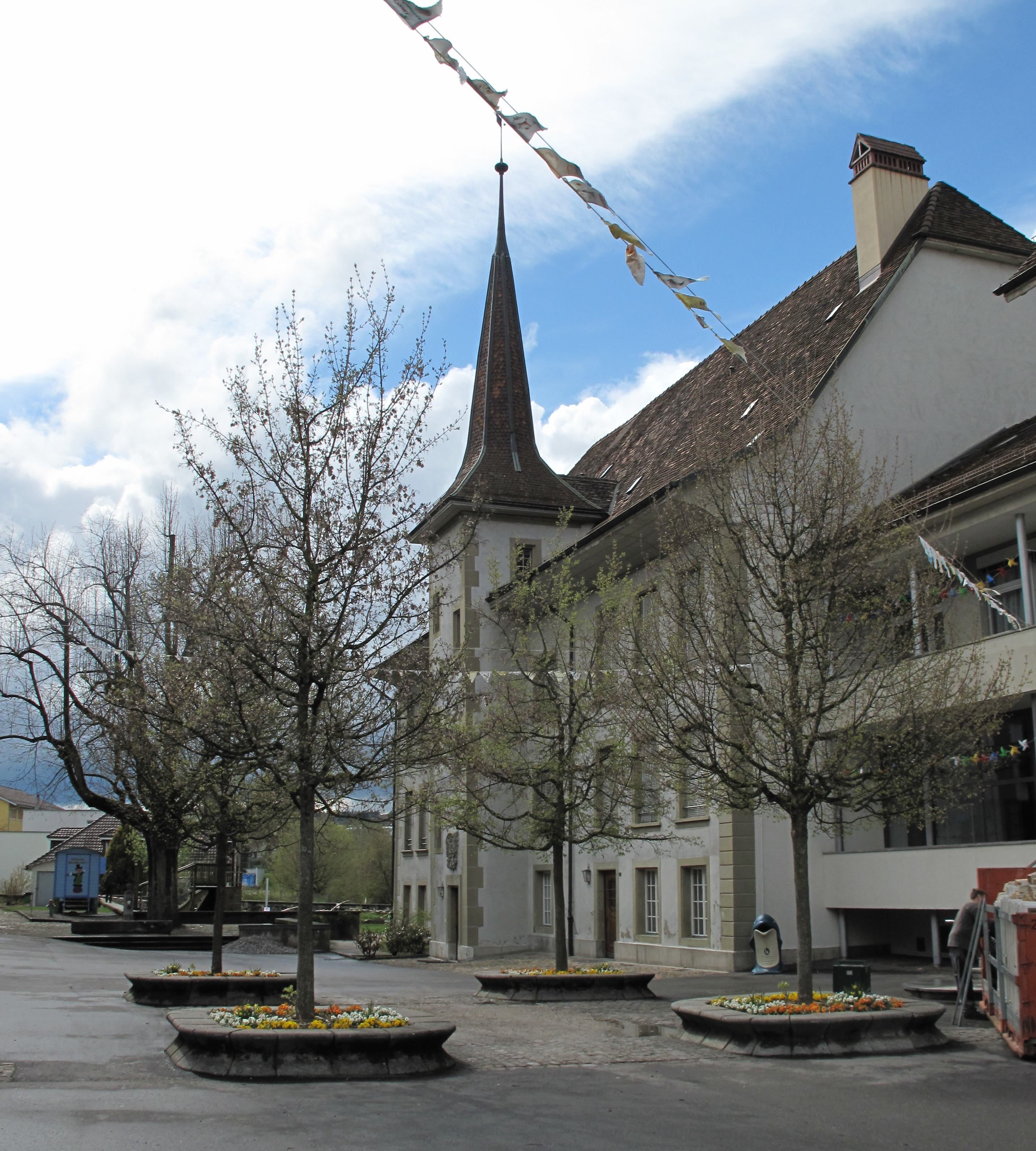
Schloss Münchenbuchsee.

Das Schloss Münchenbuchsee ist ein Schloss in der Gemeinde Münchenbuchsee im Kanton Bern.

## Geschichte
Das Schloss wurde von 1600 bis 1603 als Sitz des bernischen Landvogtes anstelle eines Sommerhauses der ehemaligen Komturei durch Peter und Daniel Heintz (II.) errichtet. Im Schloss führte Heinrich Pestalozzi 1804 für kurze Zeit seine Schule. 
Von 1833 bis 1884 befand sich hier das erste bernische Lehrerseminar, das von 1833 bis 1834 von Pfarrer Daniel Friedrich Langhans, 1835 bis 1843 von Karl Rikli, 1847 bis 1852 von Heinrich Grunholzer, 1852 bis 1860 von Heinrich Morf, 1860 bis 1880 von Hans-Rudolf Rüegg und  1880 bis 1905 von Pfarrer Emanuel Martig geleitet wurde. 1884 wurde der Sitz des staatlichen Berner Lehrerseminars in das «Grosse Haus» nach Hofwil verlegt.
Später entstand hier eine Taubstummenanstalt, das heutige Pädagogische Zentrum für Hören und Sprache Münchenbuchsee HSM. Das Schloss Münchenbuchsee ist im Besitz des Kantons Bern.